# Ariane 6

Ліворуч — Ariane 62. Праворуч — Ariane 64.

«Аріан 6» (фр. Ariane 6) — ракета-носій сімейства «Аріан», яка розробляється Європейським космічним агентством (ESA) для виведення корисного навантаження масою 10,3 т та 21,6 т (залежно від комплектації) на ННО або геоперехідну орбіту (ГПО). Запуски здійснюються з космодрому Куру в Французькій Гвіані.

## Модифікації і майбутній розвиток
Новий носій буде створений у двох версіях. Маса РН «Аріан 6» становитиме від 530 до 860 т.

## Варіанти ракети-носія

«Ариан-6» у розрізі.

- Аріан-62 — ракета середнього класу буде забезпечуватися двома твердопаливними прискорювачами і призначена для виведення двох невеличких за вагою супутників: апаратів забезпечення зв'язку, телемовлення, доступу до Інтернету.
- Аріан-64 — ракета важкого класу буде мати чотири прискорювачі, і буде використовуватися для виведення на орбіти великих супутників наукового і військового призначення, інших космічних апаратів.

Перша може вивести на низьку опорну орбіту до 10,35 т вантажу, а друга — до 21,6 т.

## Хронологія проєкту
Перший запуск «Аріан 6» планувалося здійснити ще у 2020 році. Вартість створення ракети і нового стартового комплексу на той час оцінювалася у 4 млрд Євро.
18 травня 2023 року, згідно з повідомленням компанії Arianespace, останній запуск чергової місії з використанням ракети «Аріан 5» було призначено на 16 червня 2023 року. Оскільки ракету «Аріан 5» буде знято з експлуатації ще до того, як ракета «Аріан 6» буде готовою до польоту, Європа зіткнеться з дефіцитом потужностей для запуску на орбіту важких вантажів. У Європейському космічному агентстві (ESA) та компанії Аріанспейс вже заявили, що ракета «Аріан 6» має здійснити перший політ до кінця 2023 року. Однак остання інформація від групи інженерів, що працюють над цим проєктом, робить цей термін малоймовірним. У звіті робочої групи йдеться про те, що складання ракети очікується не раніше листопада 2023 року.
30 листопада 2023 року генеральний директор ESA Йозеф Ашбахер повідомив, що після успішного завершення вогневих випробувань основного ступеня, яке відбулося на стартовому майданчику космодрому Куру (Французька Гвіана), ESA очікує, що перший запуск «Аріан 6» відбудеться в період з 15 червня по 31 липня 2024 року. Точнішу дату запуску буде повідомлено після кваліфікаційної перевірки навесні 2024 року. Перед першим запуском заплановано проведення ще деяких додаткових випробувань. Так, ще одне випробування розгінного блоку заплановано на 7 грудня 2023 року в Німеччині, щоб перевірити його працездатність у «погіршених» умовах. Випробування заправки «Аріан 6» у Куру заплановано на 15 грудня 2023 року, яке завершиться короткочасним запуском двигуна основного ступеня.
24 квітня 2025 року на Європейському космодромі у Французькій Гвіані проведено успішні кваліфікаційні випробування нового ракетного двигуна P160C для носіїв «Аріан 6» і «Vega C». Завдяки P160C європейські ракети зможуть виводити на орбіту на 20 % більше корисного навантаження за кожен запуск. Розробкою нового двигуна, а також його виробництвом спільно займаються компанії ArianeGroup та Avio в рамках їхнього спільного підприємства Europropulsion. Новий двигун відрізняється збільшеним запасом палива —  156 т, що на 14 т більше, ніж у P120C. За рахунок цього його довжина зросла на 1 м і становить 14,5 м. Як і його попередник, P160C буде використовуватися в першому ступені легкої ракети-носія Vega C, а також як бічні прискорювачі важкої ракети «Аріан 6». Перші запуски з використанням нового двигуна очікуються в 2027 році. P160C стане одним із найбільших у світі суцільнокомпозитних твердопаливних ракетних двигунів.

### Запуски
9 липня 2024 року ESA здійснило перший запуск ракети-носія важкого класу «Аріан 6». Старт відбувся з космодрому Куру у Французькій Гвіані. Проліт другого ступеня ракети також можна було спостерігати в нічному небі в різних регіонах України.